# Spomenici kulture MI SANU
Spomenici kulture Matematičkog instituta Srpske akademije nauke i umetnosti (Spomenici kulture MI SANU) je veb prezentacija koja predstavlja elektronski katalog spomenika kulture na teritoriji Republike Srbije i zbirku odgovarajuće digitalizovane dokumentacije.

## Istorija
Prvi projekti posvećeni problemu digitalizacije kulturnih dobara u Srbiji su pokrenuti 90tih godina 20. veka. U slobodnoj enciklopediji Vikipediji se, na primer, kao prvi projekat digitalizacije srpske kulture pominje projekat Rastko, pokrenut 1997. godine kao neprofitni i nezavisni izdavački i kulturni poduhvat. Istoričar Slobodan Mandić pak svedoči da je prvi projekat digitalizacije nacionalne baštine pod imenom Pandora pokrenut 1995. godine i to kao rezultat međuinstitucionalne saradnje Arheološkog i Matematičkog instituta SANU. Treba, međutim, imati na umu da se u ovom ranom periodu još uvek ne može govoriti o sistematskoj digitalizaciji kulturne i naučne građe. Značajan korak u tom pravcu učinjen je 2002. godine, kada je osnovan Nacionalni centar za digitalizaciju, koji je, kao nezvanična nacionalna platforma za digitalizaciju kulturnog i naučnog nasleđa, okupio više javnih institucija, ostvario međunarodnu saradnju, dao prve predloge standarda i bio učesnik više projekata digitalizacije. Rezultat rada Centra i podrške države bio je podstrek kulturnim, obrazovnim i naučnim institucijama da obrazuju svoje digitalne biblioteke i zbirke. 
Danas je digitalizacija kulturnog nasleđa definisana kao jedan od prioriteta Ministarstva kulture, informisanja i informacionog društva Republike Srbije.
Digitalizacija spomeničkog nasleđa u Srbiji razvija se kao deo digitalizacije kulturnog nasleđa uopšte. Godine 2002, u želji da širu javnost ukratko, jasno i potpuno upoznaju sa istorijom, arheologijom, umetnošću, tradicijom i prirodnim lepotama Srbije, grupa entuzijasta okupljenih oko Republičkog zavoda za zaštitu spomenika kulture, Arheološkog i Matematičkog instituta SANU, pokreće incijativu da se njeni spomenici i lokaliteti digitalizuju u okviru jednog elektronskog kataloga sa online aplikacijom. Sama incijativa je u startu bila otežana činjenicom da zvanične nacionalne strategije i standardi posvećeni pitanju digitalizacije nepokretnih kulturnih dobara nisu postojali, pa su sa jedne strane korišćeni predlozi standarda stranih incijativa (npr. International Council on Monuments and Sites, ICOMOS), a sa druge strane oslonac je nađen u ranijem znanju i iskustvu. Rezultat incijative je kreiranje veb prezentacije Spomenici kulture MI SANU, koja danas sadrži zapise oko 1350 nepokretnih kulturnih dobara.

## Sadržaj
Prezentacija Spomenici kulture MI SANU sadrži zapise oko 1350 nepokretnih kulturnih dobara od velikog i izuzetnog značaja na teritoriji Srbije. Svaki zapis, pored tekstualnog opisa spomenika na srpskom i engleskom jeziku, sadrži podatke o kategorizaciji, lokaciji (uključujući i GSP koordinate), kao i prateće dokumente u digitalnom obliku. Cilj prezentacije je da se deo nacionalnog nasleđa koji do sada uglavnom nije bio prezentovan u svom digitalnom obliku, učini dostupnim javnosti na jedan prijemčiv i zanimljiv način. 

## Projekti
- UNESCO Participation Programme, 2004-2005, 2006-2007
- Digitalizacija nepokretnih kulturnih dobara Topličkog okruga 2009 – 2010
- Digitalizacija nepokretnih kulturnih dobara Podunavskog okruga 2011 – 2012

## Literatura
- Spomenici kulture MI SANU